# Paruscanoidea dickensi
Paruscanoidea dickensi är en stekelart som beskrevs av Girault 1915. Paruscanoidea dickensi ingår i släktet Paruscanoidea och familjen hårstrimsteklar. Inga underarter finns listade i Catalogue of Life.